# Sello del estado de Alaska
El sello del estado de Alaska se adoptó por primera vez antes de que Alaska se convirtiera en estado, cuando el territorio era conocido como el Distrito de Alaska. El primer gobernador designó un sello del distrito, en el cual incluyó los glaciares, la aurora boreal, iglús y un aborigen esquimal pescando en el hielo.
En 1910, este sello fue reemplazado con un diseño más representativo de la industria del Estado y sus riquezas naturales. Hoy el sello contiene los rayos por encima de las montañas que representan las famosas auroras boreales de Alaska. La fundición simboliza la minería; el tren está a favor del ferrocarril de Alaska, y los barcos representan el transporte por vía marítima. Los árboles en el sello simbolizan la riqueza maderera del estado; y el agricultor, su caballo, y las tres gavillas de trigo representan la agricultura. Los peces y las focas significan la importancia de la pesca y de las colonias de focas para la economía de Alaska.